# Power pop
Power pop é um estilo de pop rock baseado nos primeiros trabalhos de bandas como The Who, Beatles, Beach Boys e The Byrds. Originou-se no final dos anos 1960, quando jovens fãs de música começaram a se rebelar contra as pretensões emergentes do rock, e se desenvolveu principalmente entre músicos norte-americanos que atingiram a maioridade durante a Invasão Britânica. O power pop geralmente incorpora ganchos melódicos, harmonias vocais, um andamento energético e uma sonoridade "alegre".
O termo "power pop" foi cunhado pelo integrante da banda The Who, Pete Townshend, para descrever sua canção "Pictures of Lily" (1967). No entanto, o termo tornou-se mais amplamente popular com artistas subsequentes da década de 1970 que tentaram reviver o estilo pop dos Beatles. A sonoridade do power pop estabeleceu-se mais amplamente no início dos anos 1970 graças aos hits de bandas e artistas como Badfinger, Raspberries e Todd Rundgren. O gênero atingiu seu pico comercial após o surgimento do new wave e do punk com Cheap Trick, Knack, the Romantics, Nick Lowe, Dave Edmunds e Dwight Twilley. Ao mesmo tempo, críticos de música que escreveram sobre o fenômeno popularizaram o uso do termo. Às vezes, foi caracterizado como uma contraparte mais comercial, ou "pop", da música punk. Nas duas décadas seguintes, o power pop continuou com modesto sucesso comercial. Os anos 90 viram uma nova onda de bandas de power pop. Apesar de não serem tão bem-sucedidos como os seus predecessores, Jellyfish, Posies, Redd Kross, Teenage Fanclub e Material Issue tiveram sucesso entre os fãs mais fiéis do gênero.

## Características
O power pop é caracterizado pelo uso de fortes melodias, clássicas dos anos 60, combinadas com riffs de guitarra simples e suficientemente potentes e uma estrutura rítmica típica do hard rock, tudo isto somado para criar uma sonoridade pop.[carece de fontes?] Os solos nas músicas não são muito extensos e os arranjos tendem a ser mínimos, com os vocais acompanhantes geralmente sendo cantados sob afinação e com doçura. As músicas dificilmente chegam a mais de 4 minutos de duração e os temas raramente são muito sombrios, inclusive havendo uma relação muito forte de inúmeros artistas com a música bubblegum. Não é incomum que artistas não envolvidos com o subgênero incluam um ou outro power pop entre suas canções, ou que bandas de power pop incluam baladas e outros subgêneros, como faixas a cappella, entre as músicas. No power pop de algumas bandas os vocais também podem ser cantados em compartilhamento e harmonização, tornando difusa a figura de um bandleader, que pode também estar tocando algum instrumento enquanto canta; geralmente formando quartetos ou quintetos. Não é um subgênero que tende a ser muito conhecido ou difundido, talvez por sua posição conformista e romântica dentro do rock. Os Estados Unidos são a terra onde o power pop mais teve êxito, muito devido ao circuito das college radios.[carece de fontes?]
Desde a sua criação o power pop passou por várias fases e foi influenciado por outros subgêneros do rock. Assim, no final dos anos 70, foi influenciado (e reverenciado) pelo punk/new wave e no final dos anos 80 pelo emergente indie rock.[carece de fontes?]

## História

### Anos 65 aos 70: O começo
A origem (e essência) de todo o power pop está basicamente contida em algumas músicas do The Beatles lançadas a partir de 1965, como "She Said She Said", "And Your Bird Can Sing" e "Paperback Writer"; porém o termo foi usado pela primeira vez em 1967 por Pete Townshend, guitarrista do The Who, para definir a música de seu grupo, que é frequentemente citado como um precursor da energia do power pop. Outras bandas muito influentes para o subgênero são The Byrds, The Beach Boys, The Hollies, The Zombies, The Monkees, The Easybeats, The Move e Small Faces.
O The Who, inspirado pela melodia dos Beatles e pelo groove do R&B, lançou várias canções: "I Can't Explain", "The Kids Are Alright", "Substitute", "I'm a Boy", "Happy Jack", "So Sad About Us", na fase inicial mod de sua carreira (1965-1966) e "Pictures of Lily" (em 1967). Estas podem ser consideradas canções primitivas do power pop, juntamente com as dos Beatles acima citadas.

### Anos 70 aos 77: Ostracismo
Início dos anos 70 é o começo em si do power pop.
Influenciadas por este rock dos anos 60 surgem as bandas norte-americanas Raspberries, Big Star e a galesa, mais conhecida, Badfinger; esta última pertencente à Apple Records. Em 1970 o cantor Emitt Rhodes grava seu álbum de forma totalmente solitária, contendo "Fresh as a Daisy". Também o artista/produtor norte-americano e ex integrante da banda de garagem Nazz, Todd Rundgren, lança a furiosa "Couldn't I Just Tell You" em 1972, dentre as inúmeras baladas e experimentações musicais de seu disco Something/Anything?. Outras duas bandas mais obscuras de power pop americano desta fase inicial são o Blue Ash, com a música "Abracadabra (Have You Seen Her?)" de 1973, e o Earth Quake. A partir de meados da década surgem os trabalhos das bandas Artful Dodger, Dwight Twilley Band e Flamin' Groovies nos Estados Unidos (estas duas últimas lançando em 1975 e 1976 "I'm on Fire" e "Shake Some Action" respectivamente, duas músicas clássicas do subgênero). Como o rock desta fase dos anos 70, principalmente na Inglaterra, tendia a uma complexidade maior de acordes e arranjos, o power pop Made in USA foi quase que ignorado.

### Anos 77 aos 90: punk/new wave
No final dos anos 70 explodia o punk rock que, assim como o power pop, produzia músicas de mais ou menos 3 minutos e com energia. Desta forma o power pop em ambos os lados do Atlântico se encaixou no cenário pós-punk/new wave que surgiu nos anos 80, trazendo as bandas e artistas Cheap Trick, The Knack, The Rubinoos (que atingiu a 45ª posição nas paradas dos EUA com a cover de Tommy James and the Shondells "I Think We're Alone Now" em seu antológico disco de 1977), 20/20, The Records, The Jags, Squeeze, The Vapors, The Nerves, Phil Seymour, The Romantics, Tommy Tutone, Pezband, Nick Lowe, The Nashville Ramblers, The Moberlys, Marshall Crenshaw, Tommy Keene, Redd Kross, Bram Tchaikovsky, Shoes, Off Broadway, Fotomaker, The dB's, The Flashcubes, The Smithereens, The Shirts, The Plimsouls, The Spongetones, Great Buildings, Fast Cars, The Sinceros, Flying Color, The Pop, The Pursuit of Happiness, The La's (uma banda de um só disco com muita influência de um som skiffle, já que é de Liverpool, e que virou a década com a memorável "There She Goes"), dentre inúmeras outras. Foi por esta época (1979) que explodiu o maior hit do subgênero: "My Sharona", do The Knack, nos Estados Unidos. Posteriormente o power trio mod The Jam também lançaria melodias com um certo contexto e em 1984 o The Kinks lança seu disco com maior teor power pop, intitulado Word of Mouth. Artistas do punk/new wave, como Buzzcocks, The Cars, The Clash, Eddie and the Hot Rods e XTC (principalmente quando se denominavam The Dukes of Stratosphear), também flertaram de passagem com o subgênero. A influência do punk gerou uma sonoridade menos técnica do que a do começo da década de 70.

### Anos 90 aos 00: Rock alternativo
Em 1992 é lançado o disco com gravações setentistas inéditas do ex integrante do Big Star, Chris Bell. Nesta fase, a partir da ascensão do rock alternativo, surgiram bandas e artistas que misturaram o power pop com esta estética musical, como Teenage Fanclub, Fastball, Semisonic, Cotton Mather, Material Issue, The Posies, Gigolo Aunts, The Greenberry Woods, Matthew Sweet, Gin Blossoms, Jellyfish, Urge Overkill, Adam Schmitt, The Wannadies, The Apples in Stereo, Fountains of Wayne, Velocity Girl, Bufallo Tom, Velvet Crush, Cherry Twister, The Lemonheads, Weezer, Orson, Guided By Voices, Ed James, Jonny Polonsky, Adam Daniel, Gregg Swann, Jeremy Morris, Nickel, Broken Dial Radio, The Chevelles, etc. A banda norte-americana, que passou do hardcore ao pop, Hüsker Dü, é influência definitiva para os anos 90. Por esta época (1996) também surge a fictícia banda The Wonders, com a música que dá nome ao filme That Thing You Do!, dirigido e atuado por Tom Hanks e, em 1998, a minissérie That '70s Show utiliza como tema de abertura "In The Street", escrita por Alex Chilton e Chris Bell para o primeiro disco do Big Star, primeiramente numa versão cover cantada por Todd Griffin e posteriormente substituída pela cover da mesma música pela banda Cheap Trick. A música foi renomeada como "That '70s Song".
Devido à crescente respeitabilidade do subgênero no final do século, bandas extintas por mais ou menos tempo, como Big Star, Raspberries, The Rubinoos, The Flashcubes e Blue Ash resolvem voltar com estatuto de lenda e lançar ou gravar discos após o ano 2000. Em 2007 a cantora Avril Lavigne foi processada pelo guitarrista do The Rubinoos por ter plagiado o início do refrão de sua música de 1979, "I Wanna Be Your Boyfriend", em seu single "Girlfriend"; porém ela afirmou que nunca tinha ouvido este som (nem ouvido falar desta banda) em sua vida, dizendo que a música deles copia o refrão de uma música dos Stones e outra do Ramones. O processo foi arquivado. E o subgênero persiste por aí em inúmeras novas bandas e artistas como The New Pornographers, Rooney, The Format, Valley Lodge, Jacuzzi Boys, The Popdogs e Brendan Benson. Em 2012 e após dezoito anos sem lançar álbum, outros ícones do power pop, o Shoes, lançam Ignition, em agosto e através de seu selo de gravação particular, a Black Vinyl Records; e o The dB's lança Falling Off The Sky, retornando à formação original de seus dois primeiros discos, de 1981 e 1982.

### Coletâneas, festivais, gravadoras
De acordo com uma definição contida no site Allmusic "power pop, em muitos aspectos, é a música do culto supremo: ele tem um som específico, uma fórmula de composição rigorosa e um pequeno número de artistas clássicos. Em outras palavras, é um subgênero que se presta facilmente a uma antologia".
Dentre todas as antologias, a mais conhecida é a trilogia da Rhino Records lançada em 1997, com capas imitando pinturas de Roy Lichtenstein, conhecida por Poptopia! Power Pop Classics, cobrindo os períodos de 1970, 1980 e 1990; seguida pelos quatro volumes da Yellow Pills (nome de uma música do 20/20). Também representativa é a 20 Greats From Golden Decade of Power Pop (que contém bastante material da Poptopia!).
Poptopia! também é o nome do festival, organizado por Tony Perkins e Larry Mann, para difundir o power pop no mundo anglófono juntamente com o festival International Pop Overthrow (nome de um disco da banda Material Issue), criado por David Bash. De 1997 a 2010 saíram muitas compilações originadas deste último festival citado, conhecido pela sigla IPO.
Nos anos 70 as gravadoras independentes Beserkley Records de Matthew King Kaufman  e a Bomp! Records de Greg Shaw  foram criadas para abrigar artistas de pouca aceitação fora de um circuito restrito. Foram importantes por compilar algumas músicas do subgênero, até em seu período inicial; a primeira gravando a antológica coletânea Beserkley Chartbusters Vol. 1 (1975) (contendo músicas do Earth Quake, Jonathan Richman, Greg Kihn e The Rubinoos) e a segunda a de power pop de bandas de garagem The Roots of Powerpop (1996). Também na Espanha, país de grande aceitação de bandas do subgênero, assim como o Japão, a gravadora Bam Balam Records editou as coletâneas Bam Balam Explosion para os fãs.

## Singles notáveis do power pop
Certas canções de power pop tiveram visibilidade substancial ou sucesso comercial moderado e têm sido criticamente descritas como emblemáticas para o subgênero, ou são regularmente citadas como sendo influência para artistas posteriores.
- The Who – "I Can See for Miles" (1967)[5]
- Badfinger – "No Matter What" (1970)
- Todd Rundgren – "Couldn't I Just Tell You" (1972)[6]p. 58[7]p. 10
- Raspberries – "Go All the Way" (1972)[6][8]p. 13[7][9]
- Big Star – "September Gurls" (1974)[6]p. 13[7]
- Cheap Trick – "Surrender" (1978)[6]p. 16[9]
- The Cars – "Just What I Needed" (1978)[6][7]p. 10
- Buzzcocks – "Ever Fallen in Love (With Someone You Shouldn't've)" (1978)[9]
- The Records – "Starry Eyes" (1979)[6]p. 140
- Nick Lowe – "Cruel to Be Kind" (1979)[7][10]
- The Knack – "My Sharona" (1979)[6]p. 59
- Shoes – "Too Late" (1979)[11]
- The Romantics – "What I Like About You" (1980)[6]p. 140
- Rick Springfield – "Jessie's Girl" (1981)
- Marshall Crenshaw – "Someday, Someway" (1982)[7]
- The La's – "There She Goes" (1990)[12]
- Matthew Sweet – "Girlfriend" (1991)[13][14]
- Weezer – "Buddy Holly" (1994)[7]
- The Wonders – "That Thing You Do!" (1996)
- Gin Blossoms – "Follow You Down" (1996)[15]
- Jimmy Eat World – "The Middle" (2001)[16][17][18]
- Fountains of Wayne – "Stacy's Mom" (2003)[19][20]